# Perle Morroni
Perle Morroni, née le 15 octobre 1997 à Montpellier, est une footballeuse internationale française évoluant au poste d'arrière gauche au Wave de San Diego.

## Biographie

### En club

#### Formation et débuts professionnels
Perle Morroni est d'origine ivoirienne et commence le football à l’âge de 8 ans. Elle joue avec les filles du Montpellier HSC puis vers ses 10 ans avec les garçons de l'AS Lattoise. Elle retourne ensuite au MHSC jusqu'à 14 ans, avant d'être prise à l'INF Clairefontaine et de rejoindre en même temps le Paris Saint-Germain, son club de cœur. Ainsi, pendant la semaine, elle s'entraînait à l'INF et le week-end elle jouait avec le PSG.
En 2012, elle vit un événement tragique avec le décès de son frère. Elle se donne alors pour objectif de faire une carrière professionnelle dans le football car c'était le rêve de son frère. « La plus bosseuse, celle qui avait l'attitude la plus professionnelle », selon Pierre-Yves Bodineau, son entraîneur avec les U19 du PSG, elle est la première des jeunes joueuses de la formation parisienne à obtenir un contrat professionnel au PSG, elle signe un premier bail de trois ans en 2015.

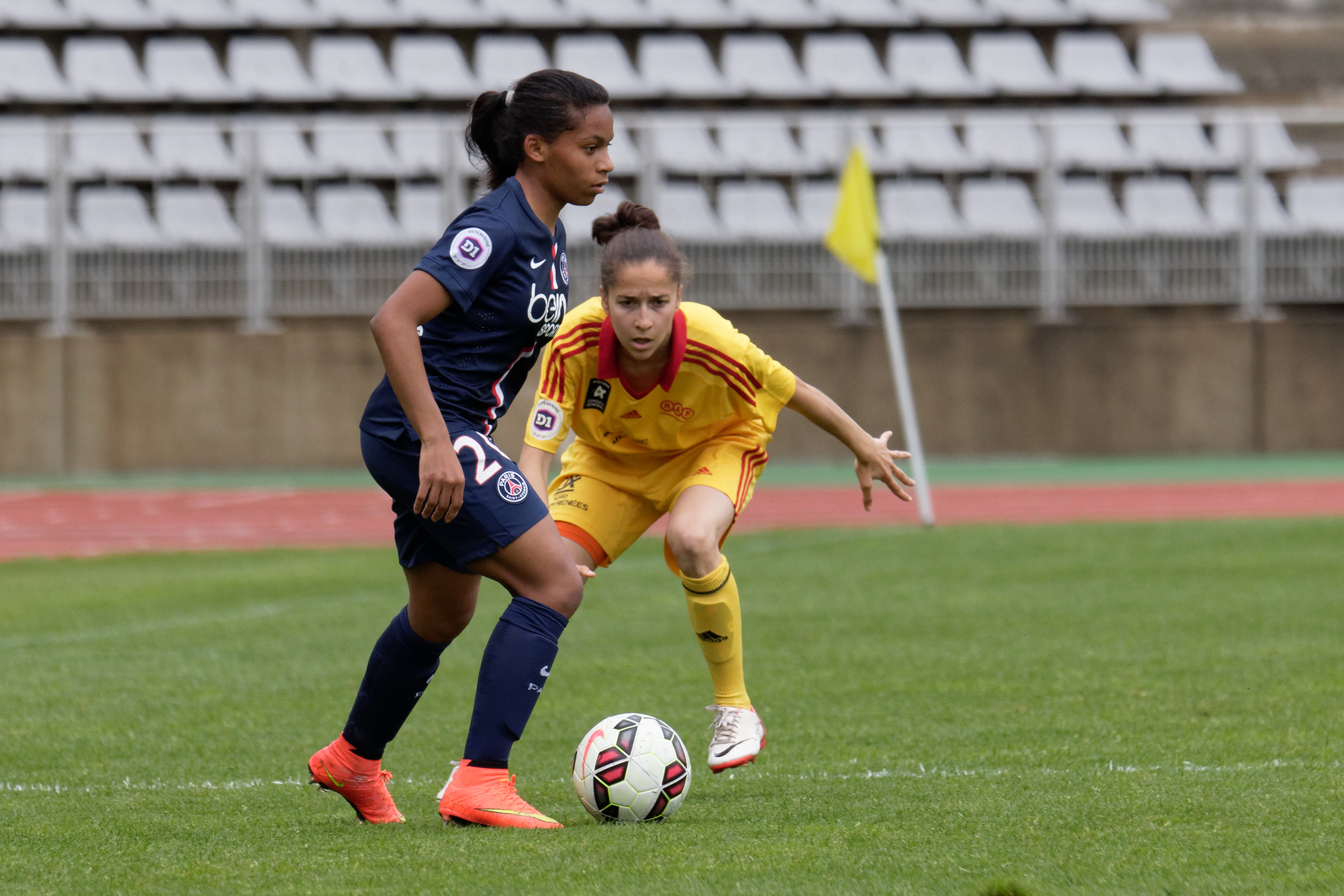
Morroni contre Rodez en mai 2015.

À ses débuts professionnels au PSG, Farid Benstiti, l'entraîneur du l'équipe première, l'installe au poste d'arrière gauche. Elle fait ses débuts à l'âge de 17 ans lors de la saison 2014-2015, contre Rodez. Elle joue cette saison-là trois matchs dont 2 en tant que titulaire. La saison suivante, elle profite de la blessure de Laure Boulleau pour jouer plus de matchs (12 rencontres disputées, dont 8 titularisations). Elle joue notamment quatre matchs de Ligue des champions, dont les deux demi-finales contre l'Olympique lyonnais. En parallèle, elle joue sa dernière saison avec les U19 du PSG et remporte le Challenge National Féminin U19. Au terme de la saison, elle prolonge son contrat avec le PSG jusqu'en 2019.
Patrice Lair, à son arrivée à la tête de l'équipe en 2016, la replace comme pivot ou ailière gauche. En juin 2017, elle entre en jeu en finale de la Ligue des champions, remplaçant Ève Périsset. Les Parisiennes échouent aux tirs au but face aux Lyonnaises.

#### Prêt à Barcelone et retour en force au PSG
En manque de temps de jeu, en janvier 2018 elle part six mois en prêt au FC Barcelone, « une expérience qui l'a beaucoup aidé » même si elle a très peu joué. C'est aussi à Barcelone où elle s'installe définitivement au poste d'arrière gauche. De retour au PSG à l'été 2018, elle obtient la confiance du nouvel entraîneur Olivier Echouafni. Elle s'impose en effet comme titulaire dans l'effectif parisien, effectuant une saison pleine avec le PSG. En janvier 2019, elle prolonge son contrat jusqu'en juin 2021.
Devenue internationale française et une cadre du vestiaire parisien, elle est élue en juin 2020 meilleure latérale gauche de la décennie formée au PSG.

#### Olympique lyonnais (depuis 2021)
Le 23 juillet 2021, Perle Morroni s'engage à l'Olympique lyonnais pour trois saisons.
Le 7 août 2024, elle annonce quitter l'OL, après y avoir disputé 87 matchs. Le 22 août, elle s'engage avec le club américain de San Diego Wave.

### En équipe nationale
Elle participe avec l'équipe de France des moins de 17 ans au championnat d'Europe des moins de 17 ans 2014 organisée en Angleterre en décembre 2013. Lors de cette compétition, elle joue trois matchs.
Elle participe ensuite avec les moins de 19 ans au championnat d'Europe des moins de 19 ans 2016 qui se déroule en Slovaquie. Elle joue cinq matchs lors de cette compétition, remportée par la France. À cette occasion, elle inscrit un but contre la Slovaquie.
A 18 ans, elle est appelée pour la première fois en équipe de France A par Philippe Bergeroo en juin 2016. Corinne Diacre la convoque également en septembre 2017 avant qu'elle ne déclare forfait sur blessure.
Après deux ans d'absence, en octobre 2019 elle est rappelée en équipe de France. Elle vit sa première sélection le 8 mars 2020 lors du tournoi de France contre le Brésil, avec une victoire 1-0 à la clé. Le 1er décembre 2020, au stade de la Rabine de Vannes, elle marque son premier but en sélection A, à la 67e minute, face au Kazakhstan. Les Bleues s’impose sur le score très large de 12-0.
Le 24 février 2023, à 5 mois de la Coupe du monde (20 juillet – 20 août) en Australie et en Nouvelle-Zélande,  Wendie Renard, Kadidiatou Diani et Marie-Antoinette Katoto annoncent leur mise en retrait de l'équipe de France. La FFF en prend note et rappelle « qu’aucune individualité n’est au-dessus de l’institution Équipe de France ». Selon Le Parisien l'objectif des 3 joueuses est le départ de  Corinne Diacre et de son staff et une évolution de la gouvernance autour du football féminin. Le lendemain, elle annonce à son tour son retrait de la sélection.

## Palmarès
| Paris-Saint-Germain (2) : | FC Barcelone (1) :                         | Olympique lyonnais (7) : |
| --- | ------------------------------------------ | --- |
| - Challenge féminin des moins de 19 ans (1) - Vainqueur en 2016. - Championnat de France féminin (1) - Championne en 2021 - Vice-championne en 2015, 2016, 2018, 2019 et 2020. - Coupe de France - Finaliste en 2017 et 2020. - Ligue des champions - Finaliste en 2017. - Trophée des championnes (1) - Finaliste en 2019. | - Coupe d'Espagne (1) - Vainqueur en 2018. | - Championnat de France féminin (3) - Championne en 2022, 2023 et 2024. - Coupe de France (1) - Vainqueur en 2023. - Ligue des champions (1) - Vainqueur en 2022 - Finaliste en 2024. - Trophée des championnes (2) - Vainqueur en 2022 et 2023. |

### Avec l'équipe de France
- Vainqueur du championnat d'Europe des moins de 19 ans en 2016.

## Statistiques

### En club
| Saison                | Club                  | Championnat           | Championnat | Championnat | Coupe(s) nationale(s) | Coupe(s) nationale(s) | Supercoupe | Supercoupe | Compétition(s) continentale(s) | Compétition(s) continentale(s) | Compétition(s) continentale(s) | Total | Total |
| Saison                | Club                  | Division              | M.          | B.          | M.                    | B.                    | M.         | B.         | Comp.                          | M.                             | B.                             | M.    | B.    |
| 2014-2015             | Paris Saint-Germain   | Division 1            | 3           | 0           | 0                     | 0                     | -          | -          | C1                             | 0                              | 0                              | 3     | 0     |
| 2015-2016             | Paris Saint-Germain   | Division 1            | 7           | 2           | 1                     | 0                     | -          | -          | C1                             | 4                              | 0                              | 12    | 2     |
| 2016-2017             | Paris Saint-Germain   | Division 1            | 13          | 1           | 4                     | 1                     | -          | -          | C1                             | 3                              | 0                              | 20    | 2     |
| 2017-2018             | Paris Saint-Germain   | Division 1            | 1           | 0           | 0                     | 0                     | -          | -          | -                              | -                              | -                              | 1     | 0     |
| 2018-2019             | Paris Saint-Germain   | Division 1            | 18          | 0           | 2                     | 0                     | -          | -          | C1                             | 3                              | 0                              | 23    | 0     |
| 2019-2020             | Paris Saint-Germain   | Division 1            | 12          | 0           | 4                     | 0                     | 1          | 0          | C1                             | 4                              | 0                              | 21    | 0     |
| 2020-2021             | Paris Saint-Germain   | Division 1            | 17          | 1           | 1                     | 0                     | -          | -          | C1                             | 6                              | 0                              | 24    | 1     |
| Sous-total            | Sous-total            | Sous-total            | 71          | 4           | 12                    | 1                     | 1          | 0          | -                              | 20                             | 0                              | 104   | 5     |
| 2021-2022             | Olympique lyonnais    | Division 1            | 16          | 1           | 2                     | 0                     | -          | -          | C1                             | 10                             | 1                              | 28    | 2     |
| 2022-2023             | Olympique lyonnais    | Division 1            | 19          | 0           | 5                     | 0                     | 1          | 0          | C1                             | 7                              | 0                              | 32    | 0     |
| 2023-2024             | Olympique lyonnais    | Division 1            | 19          | 0           | 1                     | 0                     | 1          | 0          | C1                             | 7                              | 0                              | 28    | 0     |
| Sous-total            | Sous-total            | Sous-total            | 54          | 1           | 8                     | 0                     | 2          | 0          | -                              | 24                             | 1                              | 88    | 2     |
| 2017-2018             | FC Barcelone (prêt)   | Primera División      | 4           | 0           | 0                     | 0                     | -          | -          | C1                             | 1                              | 0                              | 5     | 0     |
| Sous-total            | Sous-total            | Sous-total            | 4           | 0           | 0                     | 0                     | -          | -          | -                              | 1                              | 0                              | 5     | 0     |
| Total sur la carrière | Total sur la carrière | Total sur la carrière | 129         | 5           | 20                    | 1                     | 3          | 0          | -                              | 45                             | 1                              | 197   | 7     |

### En sélection
| Sélection | Année | Matchs | Buts |
| --------- | ----- | ------ | ---- |
| France    | 2020  | 5      | 1    |
| France    | 2021  | 6      | 1    |
| Total     | Total | 11     | 2    |